# Liste der Präsidenten der Seychellen
Dies ist eine Liste der Präsidenten der Seychellen seit der Unabhängigkeit vom 29. Juni 1976.

## Liste der Amtsinhaber
| Nr. | Bild | Name (Lebensdaten)                  | Amtszeit         | Amtszeit         | Partei    |
| Nr. | Bild | Name (Lebensdaten)                  | Beginn           | Ende             | Partei    |
| --- | ---- | ----------------------------------- | ---------------- | ---------------- | --------- |
| 1.  |      | James Mancham (* 1939; † 2017)      | 29. Juni 1976    | 5. Juni 1977     | SDP       |
| 2.  |      | France-Albert René (* 1935; † 2019) | 5. Juni 1977     | 14. Juli 2004    | SPUP      |
| 3.  |      | James Alix Michel (* 1944)          | 14. Juli 2004    | 16. Oktober 2016 | SPFF / PL |
| 4.  |      | Danny Faure (* 1962)                | 16. Oktober 2016 | 26. Oktober 2020 | PL        |
| 5.  |      | Wavel Ramkalawan (* 1961)           | 26. Oktober 2020 | amtierend        | LDS       |